# Aramark Tower
Aramark Tower jinak též známá jako One Reading Center je výšková budova v centru města Philadelphia ve státě Pensylvánie a je 23. nejvyšší budovou ve městě.

## Historie
Budova byla původně stavěna pro firmu Reading Company, ta ale zbankrotovala. Nyní je využívána jako centrum společnosti ARAMARK Corporation.